# Seznam slovenskih aranžerjev
Seznam slovenskih glasbenih aranžerjev.

## A
- Bojan Adamič
- Vital Ahačič
- Andy Arnol
- Aleš Avbelj
- Slavko Avsenik ml.

## B
- Miško Baranja?
- Roman Barle
- Andrej Baša (slov.-hrv.)
- Igor Bezget?
- Anton Birtič
- Frank Boot?
- Borut Bučar (1935-)
- Rudi Bučar

## Č
- Franci Čelhar
- Danijel Černe?
- Ambrož Čopi

## D
- Dejan Dimec
- Tomaž Domicelj?
- Janez Dovč

## F
- Sašo Fajon
- Milan Ferlež - Žajfek
- Grega Forjanič
- Boris Frank?
- Leo Funtek

## G
- Emil Glavnik (1936-2019)
- Jani Golob
- Rok Golob
- Vlado Golob?
- Boštjan Grabnar
- Primož Grašič
- Jože Grbec?
- Patrik Greblo
- Janez Gregorc
- Tomaž Grintal
- Miha Gunzek?

## H
- Igor Habbe
- Tomaž Habe
- Jani Hace?
- Ervin Hartman
- Sare (Jure) Havliček
- Edvard Holnthaner
- Jernej Hostnik
- Dušan Hren
- Tadej "Dejvi" Hrušovar

## I
- Samo Ivačič

## J
- Polona Janežič?
- Tone Janša
- Mitja Jeršič
- Samo Jezovšek?
- Tomo Jurak

## K
- France Kapus?
- Matej Kastelic
- Dare Kaurič
- Anže Kerč
- Ivan Kiferle
- Davor Klarič
- Lean Klemenc
- Aleš Klinar?
- Steve Klink
- Urban Koder
- Josip Kokol?
- Matevž Kolenc
- Gašper Konec
- Franc Korbar
- Timotej Kosovinc
- Zoran Košir
- Jože Kotar?
- Klemen Kotar
- Boris Kovačič
- Marjan Kozina
- Tomaž Kozlevčar
- Miran Kozole - Špica
- Dominik Krajnčan
- Lojze Krajnčan
- Lenart Krečič
- Matija Krečič
- Franc Kuharič?

## L
- Milko Lazar
- Marino Legovič
- Izidor Leitinger
- Igor Leonardi
- Borut Lesjak
- Jože Leskovar
- Ladislav Leško
- Franc Lipičnik
- Bojan Logar
- Josip Lorbek  - Pepi (Srbija)
- Igor Lunder

## M
- Ivan Marin?
- Jean Markič
- Milan - Miki Mihelič (1946)
- Matjaž Mikuletič
- Jani Moder?
- Matej Mršnik?

## N
- Boštjan Narat?
- Miljutin Negode? (1889-1986)
- Jerko Novak
- Adrijan Novak?

## O
- Saša Olenjuk?
- Franc-Frenk Opeka
- Eduard Oraže
- Milan Ostojić Leszczynski
- Vilko Ovsenik

## P
- Nejc Pačnik?
- Karol Pahor
- Žare Pak
- Peter Penko
- Oto Pestner
- Marjan Peternel
- Žiga Pirnat
- Tomaž Plahutnik
- Zdravko Pleše
- Jernej Podboj
- Igor Podpečan
- Dušan Porenta
- Borut Praper
- Ivan Prešern - Žan
- Vladimir Prinčič
- Žarko (Žare) Prinčič
- Jože Privšek
- Jaka Pucihar
- Franci Puhar?

## R
- Dejan Radičević
- Lovro Ravbar?
- Sandi Ravbar?
- Lado Rebrek
- Mario Rijavec
- Jure Robežnik
- Engelbert "Berti" Rodošek
- Boris Rošker
- Anže Rozman

## S
- Teja Saksida
- Roman Sarjaš
- Mojmir Sepe - Mojzes
- Luka Sila
- Tomaž Simetinger
- Bojan Simončič
- Matevž Smerkol
- Klemen Smolej
- Ati Soss
- Emil Spruk?
- (Avgust Stanko)
- Silvo (Silvester) Stingl
- Aleš Strajnar
- Rudolf Strnad
- Gregor Strniša (glasbenik)

## Š
- Joži Šalej
- Čenda Šedlbauer
- Zoran Škrinjar?
- Zmago Šmon Zed
- Vinko Štrucl
- David Šuligoj
- Matjaž Švagelj

## T
- Marko Tiran
- Zvone Tomac
- Tadej Tomšič
- Peter Tovornik

## U
- Peter Urek
- Werner Ussar

## V
- Dušan Veble?
- Sašo Vollmaier
- Oto Vrhovnik

## Z
- Rok Zalokar
- Niko Zlobko
- Tomaž Zlobko
- Alojz Zupan - Vuj

## Ž
- Dečo Žgur
- Adolf Žižek?
- Jasna Žitnik